# 1 500 mètres féminin aux Jeux olympiques d'été de 1992 (athlétisme)
Navigation
Séoul 1988 Atlanta 1996
L'épreuve du 1 500 mètres féminin aux Jeux olympiques de 1992 s'est déroulée du 5 au 8 août 1992 au Stade olympique de Montjuic de Barcelone, en Espagne.  Elle est remportée par l'Algérienne Hassiba Boulmerka.

## Résultats

### Finale
| Rang               | Athlète                | Pays                        | Temps         | Notes |
| ------------------ | ---------------------- | --------------------------- | ------------- | ----- |
| Médaille d'or      | Hassiba Boulmerka      | Algérie                     | 3 min 55 s 30 | AR    |
| Médaille d'argent  | Ludmila Rogacheva      | Équipe unifiée de l’ex-URSS | 3 min 56 s 91 |       |
| Médaille de bronze | Qu Yunxia              | Chine                       | 3 min 57 s 08 | AR    |
| 4                  | Tatyana Dorovski       | Équipe unifiée de l’ex-URSS | 3 min 57 s 92 |       |
| 5                  | Liu Li (en)            | Chine                       | 4 min 00 s 20 |       |
| 6                  | Maite Zúñiga           | Espagne                     | 4 min 00 s 59 |       |
| 7                  | Malgorzata Rydz        | Pologne                     | 4 min 01 s 91 |       |
| 8                  | Yekaterina Podkopayeva | Équipe unifiée de l’ex-URSS | 4 min 02 s 03 |       |
| 9                  | Maria Mutola           | Mozambique                  | 4 min 02 s 60 |       |
| 10                 | PattiSue Plumer        | États-Unis                  | 4 min 03 s 42 |       |
| 11                 | Elena Fidatov (en)     | Roumanie                    | 4 min 06 s 44 |       |
|                    | Doina Melinte          | Roumanie                    | DNF           |       |

### demi-finales
| Rang | Athlète                | Pays                        | Temps         | Notes |
| ---- | ---------------------- | --------------------------- | ------------- | ----- |
| 1    | Tetyana Samoylenko     | Équipe unifiée de l’ex-URSS | 4 min 03 s 79 | Q     |
| 2    | Hassiba Boulmerka      | Algérie                     | 4 min 03 s 81 | Q     |
| 3    | Małgorzata Rydz        | Pologne                     | 4 min 03 s 83 | Q     |
| 4    | Lyudmila Rogachova     | Équipe unifiée de l’ex-URSS | 4 min 03 s 85 | Q     |
| 5    | Qu Yunxia              | Chine                       | 4 min 03 s 86 | Q     |
| 6    | Yekaterina Podkopayeva | Équipe unifiée de l’ex-URSS | 4 min 03 s 93 | Q     |
| 7    | Maite Zúñiga           | Espagne                     | 4 min 04 s 00 | Q     |
| 8    | Maria Mutola           | Mozambique                  | 4 min 04 s 20 | Q     |
| 9    | PattiSue Plumer        | États-Unis                  | 4 min 04 s 23 | q     |
| 10   | Liu Li (en)            | Chine                       | 4 min 04 s 35 | Q     |
| 11   | Doina Melinte          | Roumanie                    | 4 min 04 s 42 | q     |
| 12   | Elena Fidatov (en)     | Roumanie                    | 4 min 04 s 55 | Q     |
| 12   | Paula Schnurr (en)     | Canada                      | 4 min 04 s 80 |       |
| 13   | Angela Chalmers        | Canada                      | 4 min 04 s 87 |       |
| 14   | Violeta Szekely        | Roumanie                    | 4 min 05 s 46 |       |
| 15   | Carla Sacramento       | Portugal                    | 4 min 05 s 54 |       |
| 16   | Fabia Trabaldo (en)    | Italie                      | 4 min 06 s 05 |       |
| 17   | Sonia O'Sullivan       | Irlande                     | 4 min 06 s 24 |       |
| 18   | Theresia Kiesl         | Autriche                    | 4 min 07 s 46 |       |
| 19   | Letitia Vriesde        | Suriname                    | 4 min 09 s 64 |       |
| 20   | Kirsty Wade            | Royaume-Uni                 | 4 min 11 s 36 |       |
| 21   | Debbie Scott           | Canada                      | 4 min 12 s 50 |       |
| 22   | Maria Akraka (en)      | Suède                       | 4 min 14 s 30 |       |
| 23   | Anna Brzezińska        | Pologne                     | 4 min 15 s 53 |       |
| 24   | Regina Jacobs          | États-Unis                  | 4 min 21 s 55 |       |
| 25   | Marie-Pierre Duros     | France                      | 4 min 26 s 61 |       |

### Séries
| Rang | Athlète                 | Pays                            | Temps         | Notes |
| ---- | ----------------------- | ------------------------------- | ------------- | ----- |
| 1    | Hassiba Boulmerka       | Algérie                         | 4 min 09 s 91 | Q     |
| 2    | Tetyana Samoylenko      | Équipe unifiée de l’ex-URSS     | 4 min 09 s 94 | Q     |
| 3    | Paula Schnurr (en)      | Canada                          | 4 min 09 s 99 | Q     |
| 4    | Elena Fidatov (en)      | Roumanie                        | 4 min 10 s 00 | Q     |
| 5    | Carla Sacramento        | Portugal                        | 4 min 10 s 01 | Q     |
| 6    | Liu Li (en)             | Chine                           | 4 min 10 s 08 | Q     |
| 7    | Marie-Pierre Duros      | France                          | 4 min 10 s 14 | Q     |
| 8    | Maxine Newman (en)      | Royaume-Uni                     | 4 min 15 s 16 |       |
| 9    | Simone Meier (en)       | Suisse                          | 4 min 15 s 64 |       |
| 10   | Susan Sirma             | Kenya                           | 4 min 17 s 73 |       |
| 11   | Suzy Favor              | États-Unis                      | 4 min 22 s 36 |       |
| 12   | Laurence Niyonsaba (en) | Rwanda                          | 4 min 24 s 87 |       |
| 13   | Bigna Samuel (en)       | Saint-Vincent-et-les-Grenadines | 4 min 33 s 41 |       |
| 14   | Mantokoane Pitso (en)   | Lesotho                         | 4 min 39 s 96 |       |
| 15   | Rosemary Turare (en)    | Papouasie-Nouvelle-Guinée       | 5 min 10 s 52 |       |

| Rang | Athlète                      | Pays                        | Temps         | Notes |
| ---- | ---------------------------- | --------------------------- | ------------- | ----- |
| 1    | Maite Zúñiga                 | Espagne                     | 4 min 07 s 82 | Q     |
| 2    | Doina Melinte                | Roumanie                    | 4 min 08 s 58 | Q     |
| 3    | Małgorzata Rydz              | Pologne                     | 4 min 09 s 47 | Q     |
| 4    | Lyudmila Rogachova           | Équipe unifiée de l’ex-URSS | 4 min 09 s 54 | Q     |
| 5    | Letitia Vriesde              | Suriname                    | 4 min 10 s 63 | Q     |
| 6    | Debbie Scott                 | Canada                      | 4 min 11 s 27 | Q     |
| 7    | Regina Jacobs                | États-Unis                  | 4 min 13 s 87 | Q     |
| 8    | Sriyani Dhammika Menike (en) | Sri Lanka                   | 4 min 26 s 22 |       |
| 9    | Carol Galea (en)             | Malte                       | 4 min 33 s 41 |       |
| 10   | Rosalie Gangué               | Tchad                       | 5 min 06 s 31 |       |
|      | Ann Williams (en)            | Royaume-Uni                 |               | DNF   |

## Légende
Records et Performances
- AR : Record continental (area record)
- CR : Record des championnats (championship record)
- MR : Record du meeting (meet record)
- NR : Record national (national record)
- OR : Record olympique (olympic record)
- PR : Record paralympique (paralympic record)
- PB : Record personnel (personal best)
- SB : Meilleure performance personnelle de la saison (season's best)
- WL : Meilleure performance mondiale de l'année (world leader)
- WJR : Record du monde junior (world junior record)
- WR : Record du monde (world record)

Circonstances et Conditions
- DNF : N'a pas terminé (did not finish)
- DNS : N'a pas pris le départ (did not start)
- DQ : Disqualification (disqualification)
- NM : Aucun essai valable enregistré (No Mark)
- Q : Qualifié « directement » au prochain tour (ou à la prochaine compétition), lors d'une compétition majeure, grâce au classement ou à la réalisation des minima (automatic qualifier)
- q : Qualifié au prochain tour (ou à la prochaine compétition), lors d'une compétition majeure, grâce au repêchage ou à la réalisation de l'une des meilleures performances parmi celles des « non qualifiés directement » (grâce au meilleur temps ou à la meilleure distance par exemple) (secondary qualifier)